# یواس‌اس کرک (اف‌اف-۱۰۸۷)
یواس‌اس کرک (اف‌اف-۱۰۸۷) (به انگلیسی: USS Kirk (FF-1087)) یک کشتی بود که طول آن ۴۳۸ فوت (۱۳۴ متر) بود. این کشتی در سال ۱۹۷۱ ساخته شد.